# Pantelegraf

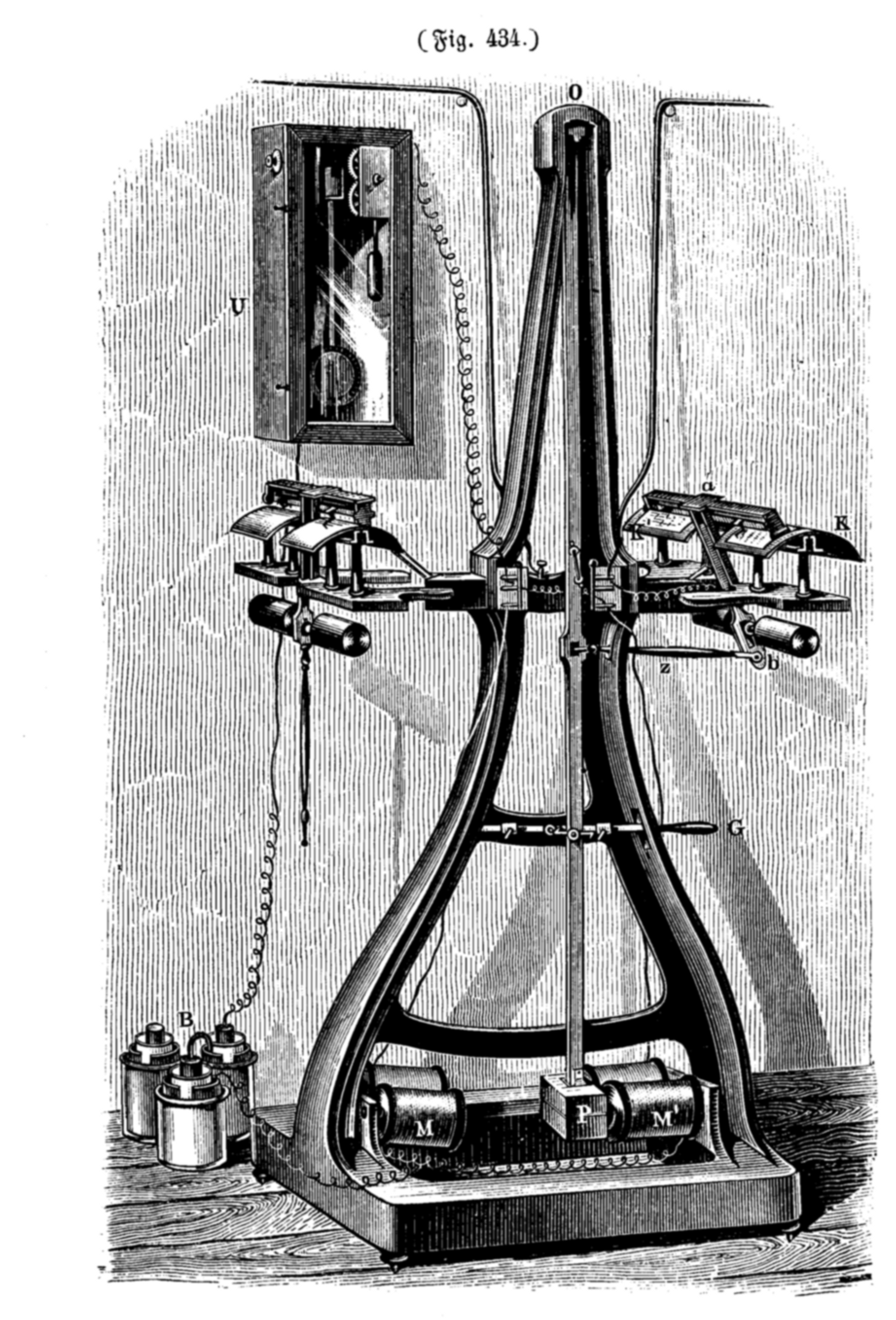
Pantelegraf

Pantelegraf (italsky pantelegrafo; francouzsky: pantélégraphe) byl jeden z prvních strojů určených ke kopírování dokumentů a jejich zasílání přes normální telegrafní linky. Jeho vynálezcem byl Giovanni Caselli, a přístroj byl poprvé komerčně využit roku 1860. Šlo o první přístroj, jenž byl za tímto účelem prakticky využit. Dokázal přenášet rukopisy, podpisy i výkresy o velikosti do 150 × 100 mm.

## Popis
Pantelegraf využíval řízeného časového stroje s kyvadlem, které přerušovalo napájení magnetizace svého regulátoru, což zajistilo, že snímací pero odesílatele bylo v taktu s psacím perem příjemce. Jako zdroj časové základny bylo použito kyvadlo o hmotnosti 8 kg zavěšené na rámu o výšce 2 m. Dvě zprávy byly napsány s nevodivým inkoustem na kovové destičky a vloženy do přístroje. Jedna byla skenována, když se kyvadlo pohybovalo doprava, a druhá, když se kyvadlo pohybovalo doleva, takže bylo možné přenášet dvě zprávy během jednoho cyklu.
Přijímací zařízení reprodukovalo přenášený obraz pomocí papíru napuštěného ferrikyanidem draselným {\displaystyle {\ce {K3[Fe(CN)6]}}}, který ztmavnul při průchodu elektrického proudu ze zapisovacího pera. Provozní rychlost stroje byla relativně pomalá, arch papíru o velikosti 111 × 27 mm s obsahem zhruba 25 ručně psaných slov trvalo přenést 108 sekund.
Stroj byl nejčastěji používán za účelem ověřování podpisů při bankovních operacích.

## Historie

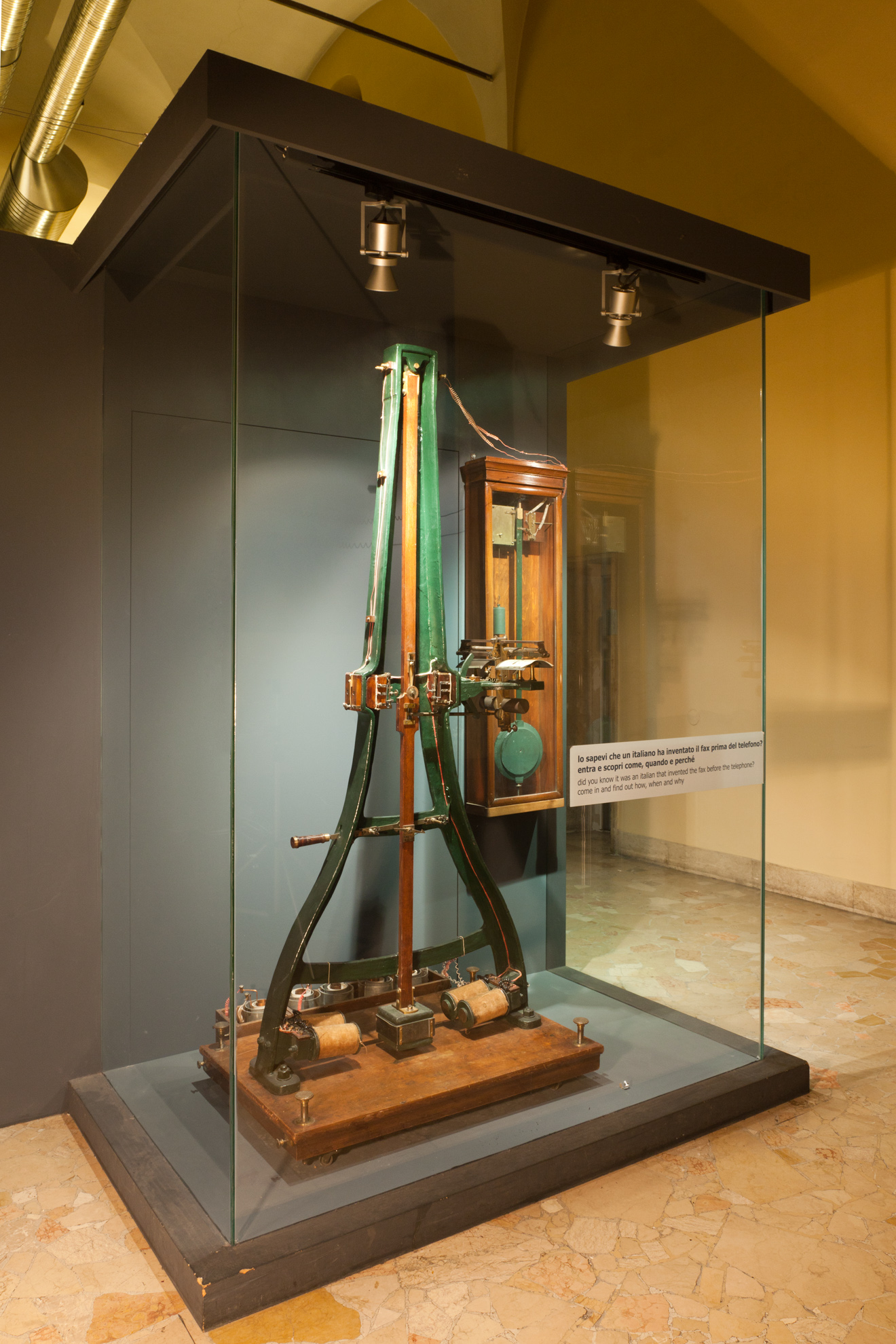
Replika pantelegrafu uložena v „Museo nazionale della scienza e della tecnologia Leonardo da Vinci“ v Miláně

Mezitím co Giovanni Caselli vyučoval fyziku na univerzitě ve Florencii, mnoho svého času věnoval výzkumu telegrafického přenosu obrazu. Hlavním problémem byla perfektní synchronizace mezi vysílacím a přijímacím přístrojem, aby systém fungoval správně. Caselli vyvinul technologii na bázi elektřiny a chemických látek, kterou nazval „Synchronizační aparát“ (řídící časový stroj), což umožnilo přijímacímu i vysílacímu přístroji pracovat navzájem.
Okolo roku 1856 si získal pozornost Leopolda II., velkoknížete Toskánska, a následující rok odcestoval do Paříže, kde spolu s technikem Paul-Gustav Fromentem sestrojili prototyp pantelegrafu.
V roce 1858 byla Caselliho vylepšená verze předvedena francouzským fyzikem Alexandrem Edmondem Becquerelem ve Francouzské Akademii Věd v Paříži.
V roce 1860 byla pro Caselliho vybudována telegrafní linka mezi Paříží a městem Amiens, díky které mohl provést experiment přenosu na dálku, která skončila naprostým úspěchem, a během které byl přenesen podpis skladatele Gioacchino Rossiniho na vzdálenost 140 km.
První „pantelegram“ byl poslán z Lyonu do Paříže 10. února 1862. Francouzský justiční úřad objednal instalaci pantelegrafu na železničním spoji mezi těmito městy, a od února 1863 bylo povoleno jeho použití pro veřejnost. Francouzský zákoník v roce 1864 oficiálně uznal úřední platnost pantelegrafního kopirovacího systému. Linka byla v roce 1867 prodloužena do Marseille.

Cena za službu pro veřejnost byla 20 centimů (francouzský cent) za 1 čtvereční centimetr obrazu. Pantelegraf byl provozován až do roku 1870.

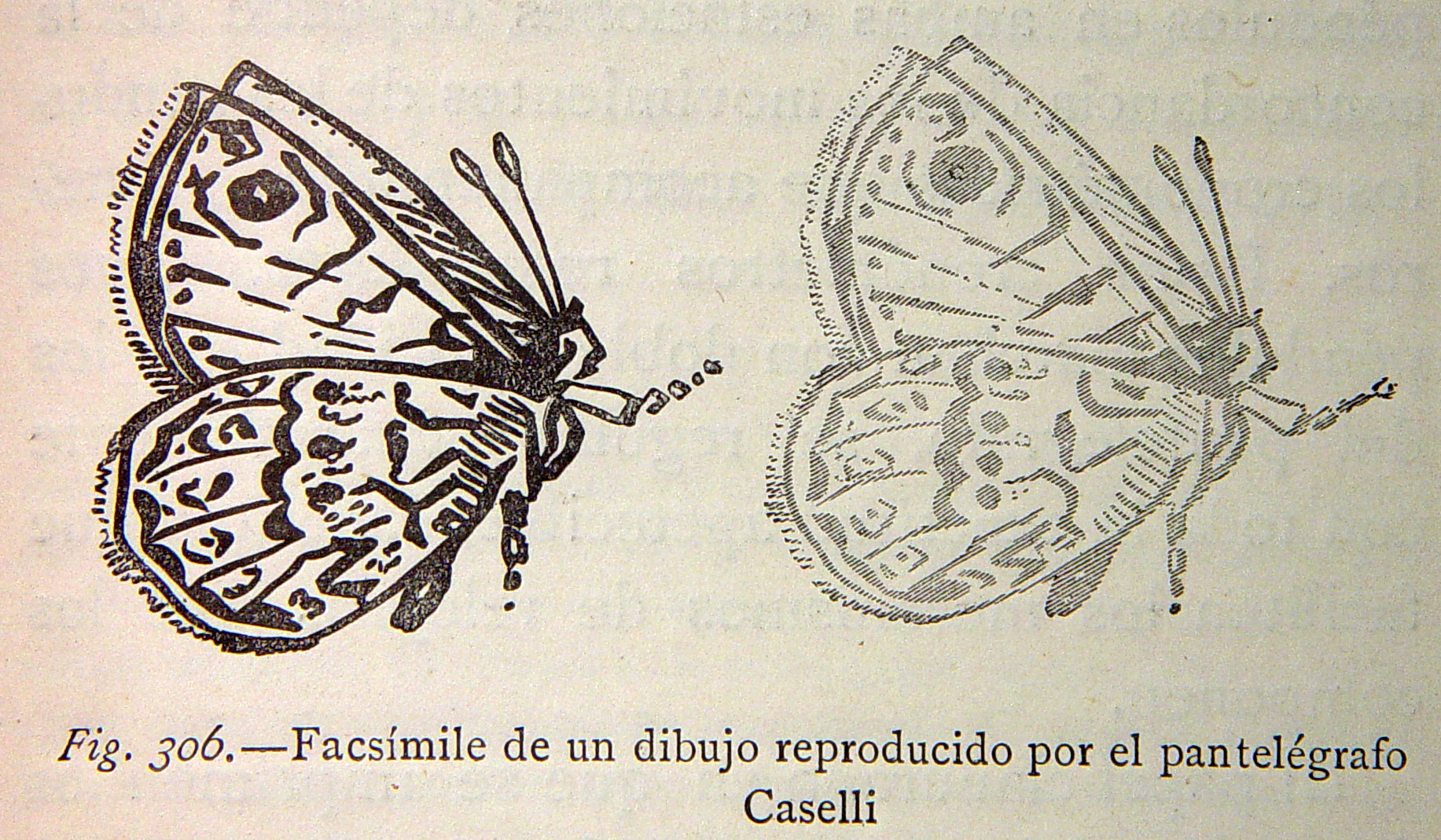
Ukázka přeneseného obrazu